# Украјина на Светском првенству у атлетици на отвореном 2022.
Украјина је на 18. Светском првенству у атлетици на отвореном 2022. одржаном у Јуџину  од 15. до 25. јула учествовала петнаести пут, односно учествовала је под данашњим именом на свим првенствима од 1993. до данас. Репрезентацију Украјине представљала су 21 такмичар (4 мушкарца и 17 жена) који су се такмичили у 14 дисциплина (3 мушке и 11 женских).,
На овом првенству Украјина је делила 31 место по броју освојених медаља са 2 медаље (1 сребрна и 1 бронзана). У табели успешности према броју и пласману такмичара који су учествовали у финалним такмичењима (првих 8 такмичара) Украјина је са 6 учесника у финалу делила 21. место са 22 бода.
| Плас. | Земља    | 1. место | 2. место | 3. место | 4. место | 5. место | 6. место | 7. место | 8. место | Бр. финал. | Бод. |
| ----- | -------- | -------- | -------- | -------- | -------- | -------- | -------- | -------- | -------- | ---------- | ---- |
| =21.  | Украјина | 0        | 1        | 1        | 1        | 0        | 0        | 1        | 2        | 6          | 22   |

## Учесници
| Мушкарци: - Андриј Проценко — Скок увис - Олег Дорошчук — Скок увис - Роман Кокошко — Бацање кугле - Михаило Кохан — Бацање кладива | Жене: - Олга Љахова — 800 м - Ана Рижикова — 400 м препоне, 4х400 м - Викторија Ткачук — 400 м препоне, 4х400 м - Наталија Стребкова — 3.000 м препреке - Катерина Карпјук — 4х400 м - Анастасија Бризгина — 4х400 м - Олена Собчук — 20 км ходање - Хана Шевчук — 20 км ходање - Људмила Ољановска — 20 км ходање - Нађа Боровска — 35 км ходање - Јарослава Махучих — Скок увис - Ирина Герашченко — Скок увис - Јулија Левченко — Скок увис - Марина Киплико — Скок мотком - Јана Хладичук — Скок мотком - Марина Бех-Романчук — Скок удаљ, Троскок - Ирина Климетс — Бацање кладива |  |

## Освајачи медаља (2)

### Сребро (1)
- Јарослава Махучих — скок увис

### Бронза (1)
- Андриј Проценко — скок увис

## Резултати

### Мушкарци
| Атлетичар       | Дисциплина     | Лични рекорд | Квалификације | Квалификације | Полуфинале            | Полуфинале   | Финале   | Финале | Детаљи |
| Атлетичар       | Дисциплина     | Лични рекорд | Резултат      | Место         | Резултат              | Место        | Резултат | Место  | Детаљи |
| --------------- | -------------- | ------------ | ------------- | ------------- | --------------------- | ------------ | -------- | ------ | ------ |
| Андриј Проценко | Скок увис      | 2,40         | 2,28          | 1. у гр. А    |                       |              | 2,33 ЛРС |        |        |
| Олег Дорошчук   | Скок увис      | 2,28 д       | 2,25 кв       | 9. у гр. Б    | Нису се квалификовали | 15 / 26 (29) |          |        |        |
| Роман Кокошко   | Бацање кугле   | 21,23        | 20,02         | 7. у гр. А    | Нису се квалификовали | 15 / 34 (35) |          |        |        |
| Михаило Кохан   | Бацање кладива | 80,78        | 77,58 КВ      | 5. у гр. Б    | 78,83 ЛРС             | 7 / 28 (30)  |          |        |        |

### Жене
| Атлетичарка                                                        | Дисциплина     | Лични рекорд | Квалификације      | Квалификације      | Полуфинале            | Полуфинале            | Финале                | Финале       | Детаљи |
| Атлетичарка                                                        | Дисциплина     | Лични рекорд | Резултат           | Место              | Резултат              | Место                 | Резултат              | Место        | Детаљи |
| ------------------------------------------------------------------ | -------------- | ------------ | ------------------ | ------------------ | --------------------- | --------------------- | --------------------- | ------------ | ------ |
| Олга Љахова                                                        | 800 м          | 1:58,64      | 2:02,16            | 5. у гр. 3         | Није се квалификовала | Није се квалификовала | Није се квалификовала | 28 / 45      |        |
| Ана Рижикова                                                       | 400 м препоне  | 52,96 НР     | 54,93 КВ           | 2. у гр. 1         | 54,51 КВ              | 2. у гр. 1            | 54,93                 | 8 / 36 (37)  |        |
| Викторија Ткачук                                                   | 400 м препоне  | 53,76        | 55,77 КВ           | 4. у гр. 2         | 54,24 ЛРС             | 4. у гр. 3            | Нису се квалификовале | 9 / 36 (37)  |        |
| Катерина Карпјук Анастасија Бризгина Викторија Ткачук Ана Рижикова | 4 х 400 м      | 3:21,94 НР   | 3:29,25 НРС        | 5. у гр. 1         |                       |                       | Нису се квалификовале | 9 / 14 (16)  |        |
| Олена Собчук                                                       | 20 км ходање   | 1:29:12      |                    |                    |                       |                       | 1:31:19               | 11 / 36 (41) |        |
| Хана Шевчук                                                        | 20 км ходање   | 1:29:09      | 1:31:42 ЛРС        | 12 / 36 (41)       |                       |                       |                       |              |        |
| Људмила Ољановска                                                  | 20 км ходање   | 1:27:09      | Нису завршиле трку | Нису завршиле трку |                       |                       |                       |              |        |
| Нађа Боровска                                                      | 35 км ходање   | 2:51:59      | Нису завршиле трку | Нису завршиле трку |                       |                       |                       |              |        |
| Јарослава Махучик                                                  | Скок увис      | 2,04         | 1,93 кв            | 1. у гр. Б         |                       |                       | 2,02                  |              |        |
| Ирина Герашченко                                                   | Скок увис      | 1,99         | 1,93 кв            | 1. у гр. А         | 2,00 ЛР               | 4 / 29 (30)           |                       |              |        |
| Јулија Левченко                                                    | Скок увис      | 2,02         | 1,90               | 6. у гр. А         | Нису се квалификовале | 15 / 29 (30)          |                       |              |        |
| Марина Киплико                                                     | Скок мотком    | 4,70         | 4,35               | 8. у гр. А         | Нису се квалификовале | 16 / 26 (28)          |                       |              |        |
| Јана Хладичук                                                      | Скок мотком    | 4.50         | 4,35               | 11. у гр. Б        | Нису се квалификовале | 23 / 26 (28)          |                       |              |        |
| Марина Бех-Романчук                                                | Скок удаљ      | 6,93         | 6,81 КВ            | 2. у гр. Б         | 6,82                  | 8 / 25 (28)           |                       |              |        |
| Марина Бех-Романчук                                                | Троскок        | 14,74 д      | 14,54 КВ           | 1. у гр. А         | 13,91                 | 11 / 28               |                       |              |        |
| Ирина Климетс                                                      | Бацање кладива | 73,56        | 68,12              | 11. у гр. Б        | Није се квалификовала | 22 / 30               |                       |              |        |